# Australian Open 2026
Die 114. Australian Open sind das erste von vier Grand-Slam-Turnieren der Saison, den am höchsten dotierten Tennisturnieren. Sie finden vom 18. Januar bis 1. Februar 2026 in Melbourne in Australien statt. Die Qualifikation erfolgt vom 12. bis 15. Januar 2026.
Titelverteidiger beim ersten Grand-Slam-Turnier des Jahres 2026 sind im Einzel Jannik Sinner bei den Herren sowie Madison Keys bei den Damen sowie im Doppel Harri Heliövaara und Henry Patten bei den Herren, Kateřina Siniaková und Taylor Townsend bei den Damen und Olivia Gadecki und John Peers im Mixed.
Als Reaktion auf den russischen Überfall auf die Ukraine, der am 24. Februar 2022 begann, dürfen Spieler und Spielerinnen aus Russland und Belarus seitdem bei Grand-Slam-Turnieren nicht unter ihrer Flagge antreten.

## Qualifikation
Für das Hauptfeld in den Damen- und Herreneinzelwettbewerben qualifizieren sich je 128 Spieler.
Im Rollstuhlwettbewerb nehmen 16 Damen, 16 Herren und im Quad ebenfalls 16 Spieler teil.

### Über die Weltrangliste
104 Plätze werden an die Bestplatzierten des WTA-/ATP-Rankings vergeben. Jeweils acht weitere Plätze werden mittels Wildcards vergeben, darunter die Sieger der AO Asia-Pacific Wildcard Play-offs. Gemäß einer gegenseitigen Vereinbarung mi den anderen Grand-Slam-Events erhält eine Wildcard ein französischer Spieler beziehungsweise eine Französische Spielerin, die von der Fédération Française de Tennis nominiert wurden. Gleiches gilt für die US-Amerikaner, die von der United States Tennis Association entsandt werden. Die übrigen fünf Wildcards erhalten in der Regel australische Spieler, wobei Ausnahmen möglich sind.

### Qualifikationsturnier
16 Plätze werden über das vorausgehende Qualifikationsturnier vergeben, das vom 12. bis 15. Januar 2026 ausgetragen wird. Insgesamt nehmen jeweils 128 Spieler an den Qualifikationsturnieren teil. Dazu gehörten zunächst 119 nachfolgende Teilnehmer der Weltranglisten. Auch für die Teilnahme am Qualifikationsturnier werden Wildcards vergeben, jeweils neun bei den Damen und bei den Herren. Im Qualifikationsturnier treten ebenfalls Spieler mit einem Protected Ranking (ATP) und Spielerinnen mit Special Ranking (WTA) an.
Im Rollstuhlwettbewerb der Damen und Herren und im Quad werden jeweils zwei Plätze über das vorausgehende Qualifikationsturnier vergeben, an dem jeweils vier Spielerinnen und Spieler teilnehmen.